# Colepia flavifacies
Colepia flavifacies är en tvåvingeart som beskrevs av Daniels 1987. Colepia flavifacies ingår i släktet Colepia och familjen rovflugor. Inga underarter finns listade i Catalogue of Life.